# Marco Livineio Regolo
Marco Livineio Regolo (in latino: Marcus Livineius Regulus; 33 a.C. circa – dopo il 20) è stato un magistrato e senatore romano, console dell'Impero romano.

## Biografia
Originario di una famiglia di rango senatorio proveniente dalla Campania (forse da Abellinum o da Pompeii), Livineio, il cui nome Marco è ora saldamente attestato dai Fasti fratrum Arvalium, era sicuramente imparentato, anche se non è sicuro in che modo, con Lucio Livineio Regolo, da identificare forse con l'amico di Cicerone esiliato attorno al 58 a.C., ma in ogni caso pretore prima del 43 a.C. (e forse prima dell'esilio), e con il figlio omonimo del precedente, da identificare probabilmente con il legatus legionis di Cesare durante la sua guerra d'Africa nel 46 a.C. e in ogni caso quattuorvir monetalis tra 43 e 42 a.C. e probabilmente praefectus urbi temporaneo sotto il secondo triumvirato.
Ben poco è certo della carriera di Livineio. È stato ipotizzato che fosse lui il tresvir monetalis attestato per il 10/9 a.C., così come anche il praetor peregrinus del 2 a.C. In ogni caso, Livineio sembra aver goduto di buoni rapporti con i Calpurnii Pisones, a loro volta vicini a Tiberio: fu verosimilmente questa vicinanza a promuovere Livineio, primo della sua famiglia e attorno ai 50 anni, al consolato come suffetto dal maggio al luglio del 18 insieme al figlio del princeps Germanico, impegnato in Oriente. L'ultima attestazione di Livineio lo testimonia come difensore, insieme a Marco Emilio Lepido e a Lucio Calpurnio Pisone, di Gneo Calpurnio Pisone al processo intentato contro di lui nel 20 dagli amici di Germanico.
Dopo il processo, Livineio scompare dalla storia; è però noto un Livineio Regolo di rango senatorio, espulso dal senato prima del 47 ed esiliato dal tribunale senatorio nel 59 in seguito ai violenti scontri tra Pompeiani e Nocerini in occasione di giochi gladiatorii dati da lui stesso a Pompeii: considerata l'età, è verosimile che questo fosse il figlio del console del 18.